# Jafara
Jafara (em árabe: الجفارة‎; romaniz.: Al Jifārah) é um dos distritos da Líbia, na região histórica da Tripolitânia. Sua capital e maior cidade é Azizia. Formado em 1998, segundo censo de 2001 havia 221 789 residentes. Faz divisa com com Trípoli a nordeste, Jabal Algarbi a sul e Zauia a oeste. Segundo censo de 2012, sua população total era de 443 768 pessoas, das quais 429 260 eram líbios e 14 508 não-líbios. O tamanho médio das famílias líbias era 5.16, enquanto o tamanho médio das não-líbios era de 3.68. Há no total 89 261 famílias no distrito, com 85 241 sendo líbias e 4 020 não-líbias. Em 2012, cerca de 1 247 indivíduos morreram no distrito, dos quais 901 eram homens e 346 eram mulheres.